# Roberto Brunamonti

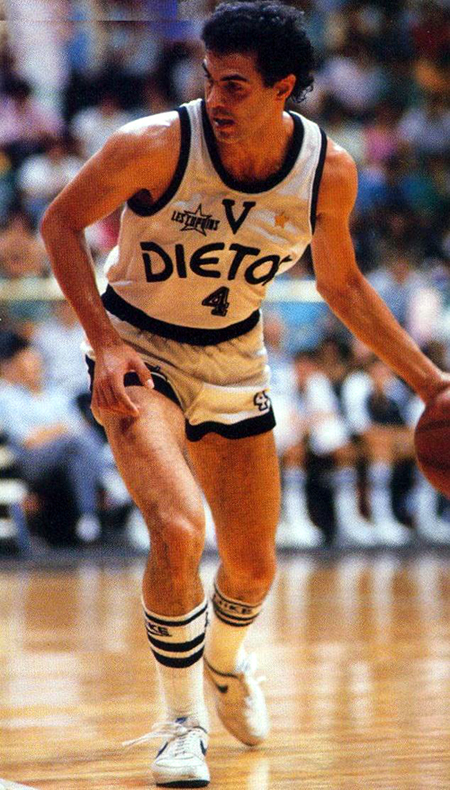

Roberto Brunamonti, född 14 april 1959 i Spoleto, Italien, är en italiensk basketspelare som tog tog OS-silver 1980 i Moskva. Detta var Italiens första basketmedalj i OS, och det kom att dröja till baskettävlingarna vid OS 2004 i Aten innan nästa medalj - ett silver - togs. Vid fyra tillfällen vann han italienska mästerskapen: 1984, 1993, 1994 och 1995.